# Красний Кут (Новосибірська область)
Красний Кут (рос. Красный Кут) — присілок у Купинському районі Новосибірської області Російської Федерації.
Входить до складу муніципального утворення Новоключевська сільрада. Населення становить 132 особи (2010).

## Історія
Згідно із законом від 2 червня 2004 року органом місцевого самоврядування є Новоключевська сільрада.

## Населення
| 2002 | 2007 | 2010 |
| ---- | ---- | ---- |
| 192  | ↗193 | ↘132 |